# Pavetta paupercula
Pavetta paupercula är en måreväxtart som beskrevs av Karl Moritz Schumann. Pavetta paupercula ingår i släktet Pavetta och familjen måreväxter. Inga underarter finns listade i Catalogue of Life.